# Ernest Kauffmann
Ernst Kaufmann ou Ernest Kauffmann, (né le 9 juin 1895 à Bellikon, dans le canton d'Argovie, et mort le 20 décembre 1943 au même endroit), est un coureur cycliste suisse. En 1925, il devient champion du monde de vitesse chez les professionnels à Amsterdam.

## Biographie
Ernst Kaufmann fut l'un des meilleurs sprinters du monde dans la période qui suit la Première Guerre mondiale. Il commence sa carrière de coureur en 1912 en tant qu'amateur en Suisse, avant de partir à l'étranger, comme de nombreux suisses de son époque. Au cours des années suivantes, il remporte 21 championnats de Suisse sur route et sur piste.
En 1913, il participe pour la première fois, encore amateur, à une Coupe du monde, à Berlin. En 1925, il devient champion du monde de vitesse professionnelle, puis il part aux États-Unis, où il remporte 13 courses sur 21. Tout au long de sa carrière, qui dure au moins 20 ans, il obtient près de 800 victoires, dont deux fois le Grand Prix de Paris.
Il apparaît dans le film Die siebtente Nacht en 1922, dans lequel il joue son propre rôle aux côtés des coureurs Franz Krupkat, Walter Rütt et Karl Saldow.
En 1923, Kaufmann est l'auteur d'un livre intitulé Der Radrennsport. Fliegerrennen.
En 1932, il met un terme à sa carrière de coureur cycliste professionnel. Par la suite, il construit des bicyclettes, travaille en tant que représentant, et occupe pendant deux ans le poste de directeur du vélodrome de Zurich-Oerlikon. Peu avant Noël 1943, il succombe à une maladie rénale.

## Palmarès sur route
- 1916
  -  Champion de Suisse sur route amateurs
- 1917
  -  Champion de Suisse sur route
- 1918
  -  Champion de Suisse sur route

## Palmarès sur piste

### Championnats du monde
- Anvers 1920
  -  Médaillé d'argent de la vitesse
- Zurich 1923
  -  Médaillé de bronze de la vitesse
- Paris 1924
  -  Médaillé d'argent de la vitesse
- Amsterdam 1925
  -  Champion du monde de vitesse
- Cologne-Elberfeld 1927
  -  Médaillé d'argent de la vitesse
- Budpaest 1928
  -  Médaillé de bronze de la vitesse
- Zurich 1929
  -  Médaillé de bronze de la vitesse

### Championnats nationaux
- Champion de Suisse de vitesse amateurs : 1912 à 1916
- Champion de Suisse de vitesse : 1917 à 1925, 1927 à 1930

### Grands Prix
- Grand Prix de l'U.V.I. : 1919[4]
- Grand Prix de Paris : 1923 et 1927 (2e : 1925)
- Grand Prix de la République : 1925 et 1928 (2e : 1929)
- Grand Prix de Noël : 1921
- Grand Prix de Turin : 1921, 1922, 1927
- Grand Prix de Buffalo : 1925
- Grand Prix du Conseil municipal : 1925
- Grand Prix de Bordeaux : 1925
- Prix de l'Espérance : 1927